# Blindsimultaandammen

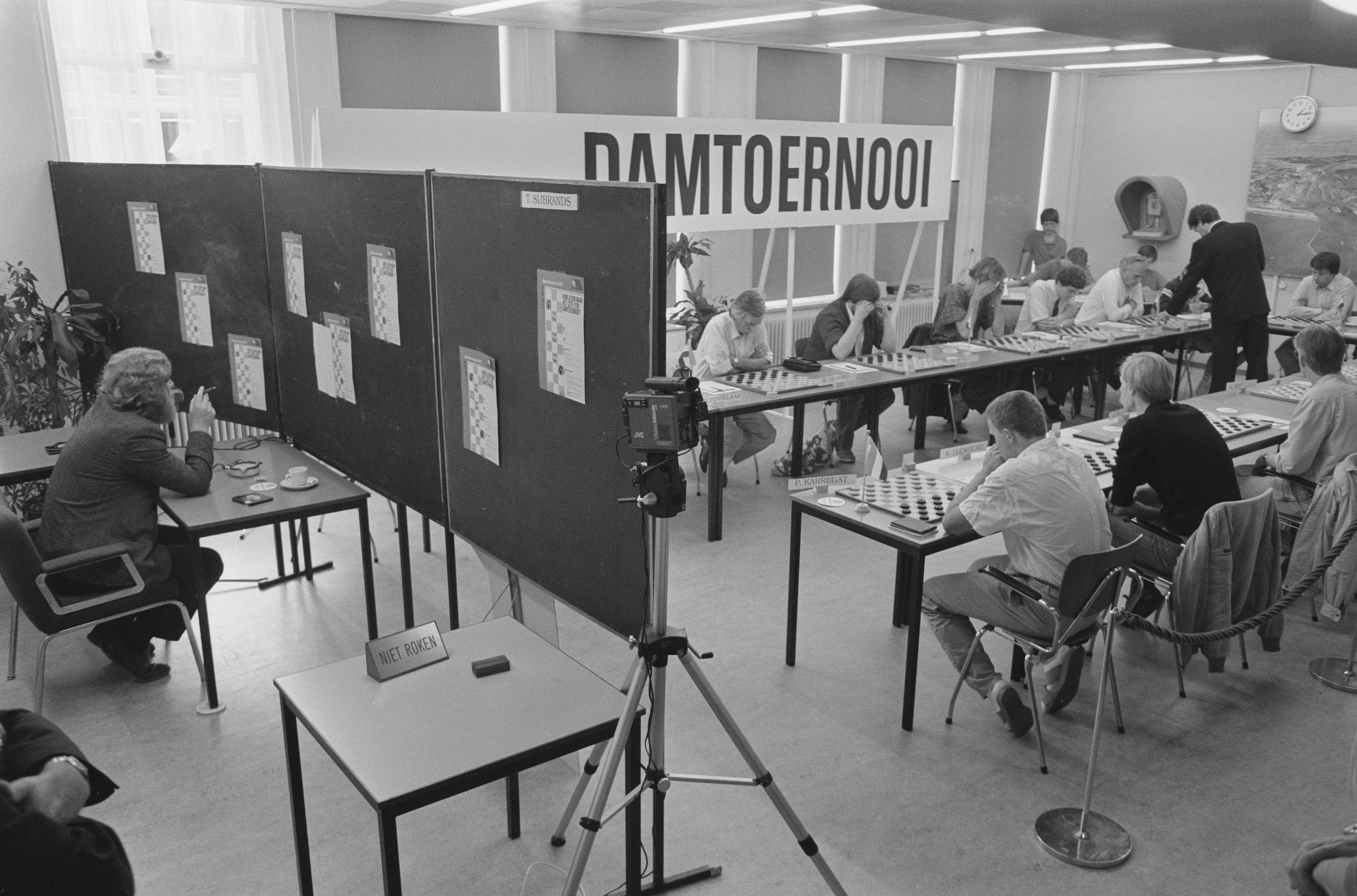
Blindsimultaan van Sijbrands in IJmuiden, 1987.

Blindsimultaandammen is een tak van de damsport waarbij een persoon het simultaan opneemt tegen een aantal tegenstanders. De persoon in kwestie ziet de speelborden (en tegenstanders) niet en speelt alle partijen uit zijn/haar hoofd. Het is de bedoeling zo veel mogelijk partijen in winst om te zetten.
Op 6 november 1926 speelde Ben Springer in Frankrijk het eerste blindsimultaan, tegen twee spelers (de vader en zoon Dumont). Een partij werd gewonnen, de andere partij eindigde in remise. Korte tijd later Speelde Springer publiekelijk een blindsimultaan waarin hij 1 partij won en 1 partij verloor. In 1927 speelde Springer tegen 3 Franse clubdammers en behaalde 4 punten (1 winst, 2 remises). Destijds werden op het 64-veldenbord
al blindsimultanen met 20 tot 30 partijen gespeeld door onder andere Newell Banks (de Amerikaans kampioen) die 23 partijen blind speelde op het "Engelsche Bord". Springer sprak destijds al over het spelen van een blindsimultaan over 20 partijen.
De huidige wereldrecordhouder in deze tak van denksport is de Nederlander Ton Sijbrands. Op 21 december 2014 heroverde hij het wereldrecord op Erno Prosman.
Om in aanmerking te komen voor het wereldrecord moet er een score van minstens 70% van het maximaal haalbare aantal punten worden behaald, waarbij een gewonnen wedstrijd twee punten oplevert en een remise een.
Verloop van het wereldrecord:
| Datum                           | Plaats     | Speler          | Partijen | Winst | Remise | Verlies | Score | Duur       | Bijzonderheden |
| ------------------------------- | ---------- | --------------- | -------- | ----- | ------ | ------- | ----- | ---------- | -------------- |
| 1926                            | Frankrijk  | Ben Springer    | 2        | 1     | 1      | 0       | 75%   | 3 uur      | [ 3 ]          |
| 8 juni 1950                     | Leiden     | Piet Roozenburg | 5        |       |        |         | 70,0% |            |                |
| 11 juni 1955                    | Den Haag   | Wim Huisman     | 8        | 5     | 1      | 2       | 68,8% | 7 uur      |                |
| 18 december 1982                | Den Haag   | Ton Sijbrands   | 10       | 9     | 1      | 0       | 95,0% | 6.20 uur   |                |
| 9 februari 1986                 | Cannes     | Ton Sijbrands   | 12       | 11    | 1      | 0       | 95,8% | 7.31 uur   |                |
| 17 augustus 1987                | IJmuiden   | Ton Sijbrands   | 14       | 12    | 1      | 1       | 89,3% | 11.05 uur  |                |
| 13 april 1991                   | Middelburg | Ton Sijbrands   | 15       | 13    | 2      | 0       | 93,3% | 11.00 uur  |                |
| 21 augustus 1993                | Venlo      | Ton Sijbrands   | 18       | 14    | 4      | 0       | 88,9% | 13.30 uur  |                |
| 6 en 7 november 1999            | Gouda      | Ton Sijbrands   | 20       | 17    | 3      | 0       | 92,5% | 15.00 uur  |                |
| 21 en 22 december 2002          | Lutten     | Ton Sijbrands   | 22       | 17    | 5      | 0       | 88,6% | 19.32 uur  |                |
| 17 en 18 december 2004          | Lutten     | Ton Sijbrands   | 24       | 20    | 4      | 0       | 91,7% | 24.39 uur  |                |
| 4 en 5 oktober 2007             | Tilburg    | Ton Sijbrands   | 25       | 21    | 4      | 0       | 92,0% | 28.23 uur  |                |
| 4 en 5 juli 2008                | Delft      | Erno Prosman    | 27       | 15    | 8      | 4       | 70,4% | 22.08 uur  |                |
| 26 tot en met 28 september 2009 | Amsterdam  | Ton Sijbrands   | 28       | 18    | 7      | 3       | 76,8% | 41.38 uur  |                |
| 6 en 7 juli 2012                | Gouda      | Erno Prosman    | 30       | 17    | 8      | 5       | 70,0% | ca. 29 uur |                |
| 19 tot en met 21 december 2014  | Hilversum  | Ton Sijbrands   | 32       | 14    | 18     | 0       | 71,9% | ca. 48 uur | [ 4 ]          |